# Rochelle Park, New Jersey
Rochelle Park, New Jersey (енгл. Rochelle Park) град је у америчкој савезној држави Њу Џерзи.

## Демографија
По попису из 2000. године број становника је 5.528.
| Група             | 2000.         | 2010.    |
| Белци             | 4.650 (84,1%) | 0 (0,0%) |
| Афроамериканци    | 25 (0,5%)     | 0 (0,0%) |
| Азијати           | 333 (6,0%)    | 0 (0,0%) |
| Хиспаноамериканци | 474 (8,6%)    | 0 (0,0%) |
| Укупно            | 5.528         | 0        |